# Військово-морські сили Норвегії
Королівські військово-морські сили Норвегії (норв. Sjøforsvaret) — один з видів збройних сил Норвегії призначений для ведення воєнних дій на морі. До складу ВМС входять військово-морський флот, військово-морська авіація, морська піхота, частини і підрозділи спеціального призначення. За станом на 2008 рік ВМС Норвегії нараховував 3 700 осіб особового складу регулярних сил (9 450 військовий резерв та 32 000 підготовлений мобілізаційний резерв) та 79 військових кораблів, в тому числі 5 важких фрегатів, 6 підводних човнів, 14 патрульних кораблів, 4 тральщики, 4 мисливці за мінами, 1 корабель протимінної дії, 4 допоміжні військові судна та 2 навчальних судна. Окремим родом військ ВМС Норвегії є берегова охорона.
Військово-морські сили Норвегії ведуть свою історію від 955 року, хоча ця дата вважається неофіційною річницею заснування цього виду збройних сил країни. З 1509 до 1814 року флот держави організаційно входив до об'єднаного флоту Данії-Норвегії, й мав назву «Загальний флот». З квітня 1814 року норвезький Королівський флот існує як окрема одиниця у складі збройних сил.

## Склад бойових кораблів та катерів норвезьких ВМС
| Класифікація        | Тип                            | Зображення | Кількість кораблів | Роки      | Прим. |
| ------------------- | ------------------------------ | ---------- | ------------------ | --------- | ----- |
| Підводний човен     | Підводні човни типу «Ула»      |            | 6                  | 1988-1990 |       |
| Фрегат              | Фрегати типу «Фрітьйоф Нансен» |            | 5                  | 2006-2011 |       |
| Ракетний катер      | Ракетні катери типу «Скельд»   |            | 6                  | 1999-2012 |       |
| Тральщик            | Тральщики типу «Оксей»         |            | 3                  | 1994-1995 |       |
| Тральщик            | Тральщики типу «Альта»         |            | 3                  | 1996      |       |
| Сторожовий корабель | Сторожові кораблі типу «Рейн»  |            | 1                  | 2010      |       |

## Військові звання норвезького флоту

### Адмірали і офіцери
| Знак розрізнення         | немає |         |              |               |                |
| Оригінал звання          | —     | Admiral | Viseadmiral  | Kontreadmiral | Flaggkommandør |
| Військово-морське звання | немає | адмірал | віце-адмірал | контр-адмірал | флаг-командор  |

| Знак розрізнення         |           |                  |                |                   |           |        |
| Оригінал звання          | Kommandør | Kommandørkaptein | Orlogskaptein  | Kapteinløytnant   | Løytnant  | Fenrik |
| Військово-морське звання | командор  | командор-капітан | орлогс-капітан | капітан-лейтенант | лейтенант | фенрик |

### Старшини й матроси
| Військові звання старшин та матросів ВМС Норвегії | Військові звання старшин та матросів ВМС Норвегії | Військові звання старшин та матросів ВМС Норвегії | Військові звання старшин та матросів ВМС Норвегії | Військові звання старшин та матросів ВМС Норвегії | Військові звання старшин та матросів ВМС Норвегії | Військові звання старшин та матросів ВМС Норвегії | Військові звання старшин та матросів ВМС Норвегії | Військові звання старшин та матросів ВМС Норвегії | Військові звання старшин та матросів ВМС Норвегії | Військові звання старшин та матросів ВМС Норвегії |                |        |      |
| Код НАТО                                          | OR-9                                              | OR-9                                              | OR-8                                              | OR-7                                              | OR-6                                              | OR-5                                              | OR-5                                              | OR-4                                              | OR-4                                              | OR-3                                              | OR-2           | OR-1   | OR-1 |
| ------------------------------------------------- | ------------------------------------------------- | ------------------------------------------------- | ------------------------------------------------- | ------------------------------------------------- | ------------------------------------------------- | ------------------------------------------------- | ------------------------------------------------- | ------------------------------------------------- | ------------------------------------------------- | ------------------------------------------------- | -------------- | ------ | ---- |
| Знак розрізнення                                  |                                                   |                                                   |                                                   |                                                   |                                                   |                                                   |                                                   |                                                   |                                                   |                                                   |                |        |      |
| Оригінал звання                                   | Flaggmester                                       | Orlogsmester                                      | Flotiljemester                                    | Skvadronmester                                    | Senior Kvartermester                              | Kvartermester                                     | Ledende Konstabel                                 | Konstabel                                         | Senior Visekonstabel                              | Visekonstabel                                     | Ledende menig  | Menig  |      |
| Військово-морське звання                          | флаг-мейстер                                      | орлог-мейстер                                     | флотилія-мейстер                                  | ескадра-мейстер                                   | сеньйор-квартирмейстер                            | квартирмейстер                                    | старший констебль                                 | констебль                                         | сеньйор-віце-констебль                            | віце-констебль                                    | старший матрос | матрос |      |